# Кошаркашка репрезентација Холандије
Кошаркашка репрезентација Холандије представља Холандију на међународним кошаркашким такмичењима.

## Учешћа на међународним такмичењима

### Олимпијске игре
Није учествовала

### Светска првенства
| Година         | Турнир                | Пласман               | ИГ                    | П                     | И                     | ДК                    | ПК                    | Разл.                 |
| -------------- | --------------------- | --------------------- | --------------------- | --------------------- | --------------------- | --------------------- | --------------------- | --------------------- |
| 1950. до 1982. | Није се квалификовала | Није се квалификовала | Није се квалификовала | Није се квалификовала | Није се квалификовала | Није се квалификовала | Није се квалификовала | Није се квалификовала |
| 1986.          | Први круг             | 14.                   | 5                     | 2                     | 3                     | 422                   | 405                   | +17                   |
| 1990. до 2014. | Није се квалификовала | Није се квалификовала | Није се квалификовала | Није се квалификовала | Није се квалификовала | Није се квалификовала | Није се квалификовала | Није се квалификовала |
| Укупно         | 1/17                  |                       | 5                     | 2                     | 3                     | 422                   | 405                   | +17                   |

### Европска првенства
| Година         | Турнир                | Пласман               | ИГ                    | П                     | И                     | ДК                    | ПК                    | Разл.                 |
| -------------- | --------------------- | --------------------- | --------------------- | --------------------- | --------------------- | --------------------- | --------------------- | --------------------- |
| 1935. до 1939. | Није учествовала      | Није учествовала      | Није учествовала      | Није учествовала      | Није учествовала      | Није учествовала      | Није учествовала      | Није учествовала      |
| 1946.          | Први круг             | 6.                    | 3                     | 1                     | 2                     | 91                    | 110                   | -19                   |
| 1947.          | Први круг             | 11.                   | 6                     | 2                     | 4                     | 203                   | 282                   | -79                   |
| 1949.          | Једна група           | 5.                    | 6                     | 2                     | 4                     | 174                   | 255                   | -81                   |
| 1951.          | Први круг             | 10.                   | 9                     | 6                     | 3                     | 430                   | 373                   | +57                   |
| 1953. до 1959. | Није се квалификовала | Није се квалификовала | Није се квалификовала | Није се квалификовала | Није се квалификовала | Није се квалификовала | Није се квалификовала | Није се квалификовала |
| 1961.          | Први круг             | 15.                   | 6                     | 3                     | 3                     | 344                   | 400                   | -56                   |
| 1963.          | Први круг             | 16.                   | 9                     | 1                     | 8                     | 573                   | 723                   | -150                  |
| 1965.          | Није се квалификовала | Није се квалификовала | Није се квалификовала | Није се квалификовала | Није се квалификовала | Није се квалификовала | Није се квалификовала | Није се квалификовала |
| 1967.          | Први круг             | 16.                   | 9                     | 0                     | 9                     | 602                   | 738                   | -136                  |
| 1969. до 1973. | Није се квалификовала | Није се квалификовала | Није се квалификовала | Није се квалификовала | Није се квалификовала | Није се квалификовала | Није се квалификовала | Није се квалификовала |
| 1975.          | Први круг             | 10.                   | 7                     | 2                     | 5                     | 496                   | 568                   | -72                   |
| 1977.          | Први круг             | 7.                    | 7                     | 3                     | 4                     | 624                   | 667                   | -43                   |
| 1979.          | Први круг             | 10.                   | 7                     | 3                     | 4                     | 605                   | 601                   | +4                    |
| 1981.          | Није се квалификовала | Није се квалификовала | Није се квалификовала | Није се квалификовала | Није се квалификовала | Није се квалификовала | Није се квалификовала | Није се квалификовала |
| 1983.          | Утакмица за 3. место  | 4.                    | 7                     | 3                     | 4                     | 495                   | 596                   | -101                  |
| 1985.          | Први круг             | 12.                   | 7                     | 1                     | 6                     | 587                   | 695                   | -108                  |
| 1987.          | Први круг             | 10.                   | 7                     | 2                     | 5                     | 548                   | 611                   | -63                   |
| 1989.          | Први круг             | 8.                    | 5                     | 0                     | 5                     | 384                   | 474                   | -90                   |
| 1991. до 2013. | Није се квалификовала | Није се квалификовала | Није се квалификовала | Није се квалификовала | Није се квалификовала | Није се квалификовала | Није се квалификовала | Није се квалификовала |
| 2015.          | Први круг             | 21.                   | 5                     | 1                     | 4                     | 355                   | 377                   | -22                   |
| 2017.          | Није се квалификовала | Није се квалификовала | Није се квалификовала | Није се квалификовала | Није се квалификовала | Није се квалификовала | Није се квалификовала | Није се квалификовала |
| 2022.          | Први круг             | 24.                   | 5                     | 0                     | 5                     | 359                   | 425                   | -66                   |
| Укупно         | 16/38                 |                       | 105                   | 30                    | 75                    | 6870                  | 7895                  | -1025                 |